# Achias divisus
Achias divisus är en tvåvingeart som beskrevs av Mcalpine 1994. Achias divisus ingår i släktet Achias och familjen bredmunsflugor. Inga underarter finns listade i Catalogue of Life.